# Cuculiformes
Cuculiformes é uma ordem de aves com apenas uma família, Cuculidae, que inclui as aves conhecidas como cucos, couas, cucais, anus, papa-léguas e malkohas. O grupo inclui 147 espécies, classificadas em 32 géneros.
De uma forma geral, a aves cuculiformes são de pequeno a médio porte, bico curto e arqueado e patas curtas. As espécies do grupo não apresentam dimorfismo sexual e alimentam-se sobretudo de insectos e outros pequenos invertebrados. As estratégias de reprodução variam bastante, desde o assalto de ninhos alheios típico dos cucos à incubação normal das posturas. O grupo tem distribuição global, mas vive sobretudo em climas tropicais a temperados.

## Taxonomia
A taxonomia de Sibley-Ahlquist reconheceu 6 famílias dentro da ordem Cuculiformes: Cuculidae, Centropodidae, Coccyzidae, Crotophagidae, Neomorphidae e Opisthocomidae. O reconhecimento de seis famílias foram baseados em critérios arbitrários para delineamento de táxons a nível familiar, usando distâncias genéticas derivadas de dados de dissociação terminal. Centropodidae, Crotophagidae e Neomorphidae são tratadas como subfamílias dentro da Cuculidae, e Coccyzidae foi absorvida pela subfamília Cuculinae. Estudos moleculares demonstraram que a Opisthocomidae não possui relação com a Cuculiformes, sendo classificada numa ordem distinta, a Opisthocomiformes. A família Musophagidae também já foi incluída nesta ordem, mas o parentesco sugerido não foi confirmado em estudos moleculares, sendo classificada numa ordem própria, a Musophagiformes.